# Aderus flavitarsis
Aderus flavitarsis é uma espécie de inseto besouro da família Aderidae. Foi descrita cientificamente por George Charles Champion em 1890.

## Distribuição geográfica
Habita na Guatemala.